# Achalsopeli (gmina Ozurgeti)
Achalsopeli – wieś w Gruzji, w regionie Guria, w gminie Ozurgeti. W 2014 roku liczyła 400 mieszkańców.